# Dysomma longirostrum
Dysomma longirostrum är en fiskart som beskrevs av Chen och Hin-Kiu Mok 2001. Dysomma longirostrum ingår i släktet Dysomma och familjen Synaphobranchidae. Inga underarter finns listade i Catalogue of Life.